# Іоланда Барсіна
Іоланда Барсіна Ангуло (нар. 4 квітня 1960) — іспанський політик, Президент Наварри 2011—2015, мер Памплони 1999—2011. Представляє проіспанське крило в Наваррі

## Біографія
Народилась 4 квітня 1960 в Бургосі, дитинство провела в Португалії. В 17 років переїхала до Наварри. Закінчила Наваррський університет. Працювала в Барселонському університеті та Університеті Країни Басків.
В 1999 році обрана мером Памплони, залишила посаду після обрання Президентом уряду Наварри.

## Особисте життя
Чоловік Мануель Пісарро Морено іспанський політик від Народної партії.